# Owen (Wisconsin)
Owen – miasto w Stanach Zjednoczonych, w stanie Wisconsin, w hrabstwie Clark.